# Evangelisch-Lutherisches Dekanat Traunstein
Das Evangelisch-Lutherische Dekanat Traunstein ist eines der achtzehn Dekanate des Kirchenkreises Schwaben-Altbayern der Evangelisch-Lutherischen Kirche in Bayern. Bis zu dessen Fusion 2025 gehörte es dem Kirchenkreis München und Oberbayern an. Es wurde 1948 durch Ausgliederung aus dem Dekanat Rosenheim gegründet. Amtierender Dekan ist Peter Bertram.

## Geografie
Der Dekanatsbezirk umfasst 16 Kirchengemeinden in den Landkreisen Altötting, Berchtesgadener Land, Mühldorf am Inn und Traunstein.
In dieser Region leben rund 55.000 Evangelische. Dazu kommen viele Urlauber und Kurgäste, die im Chiemgau, in Bad Reichenhall sowie in den Bergen rund um Berchtesgaden Erholung an Leib und Seele suchen. Die Region ist aber auch Standort wichtiger Betriebe der chemischen Industrie. Der Marienwallfahrtsort Altötting ist Zentrum der Ökumenearbeit.

## Kirchengemeinden

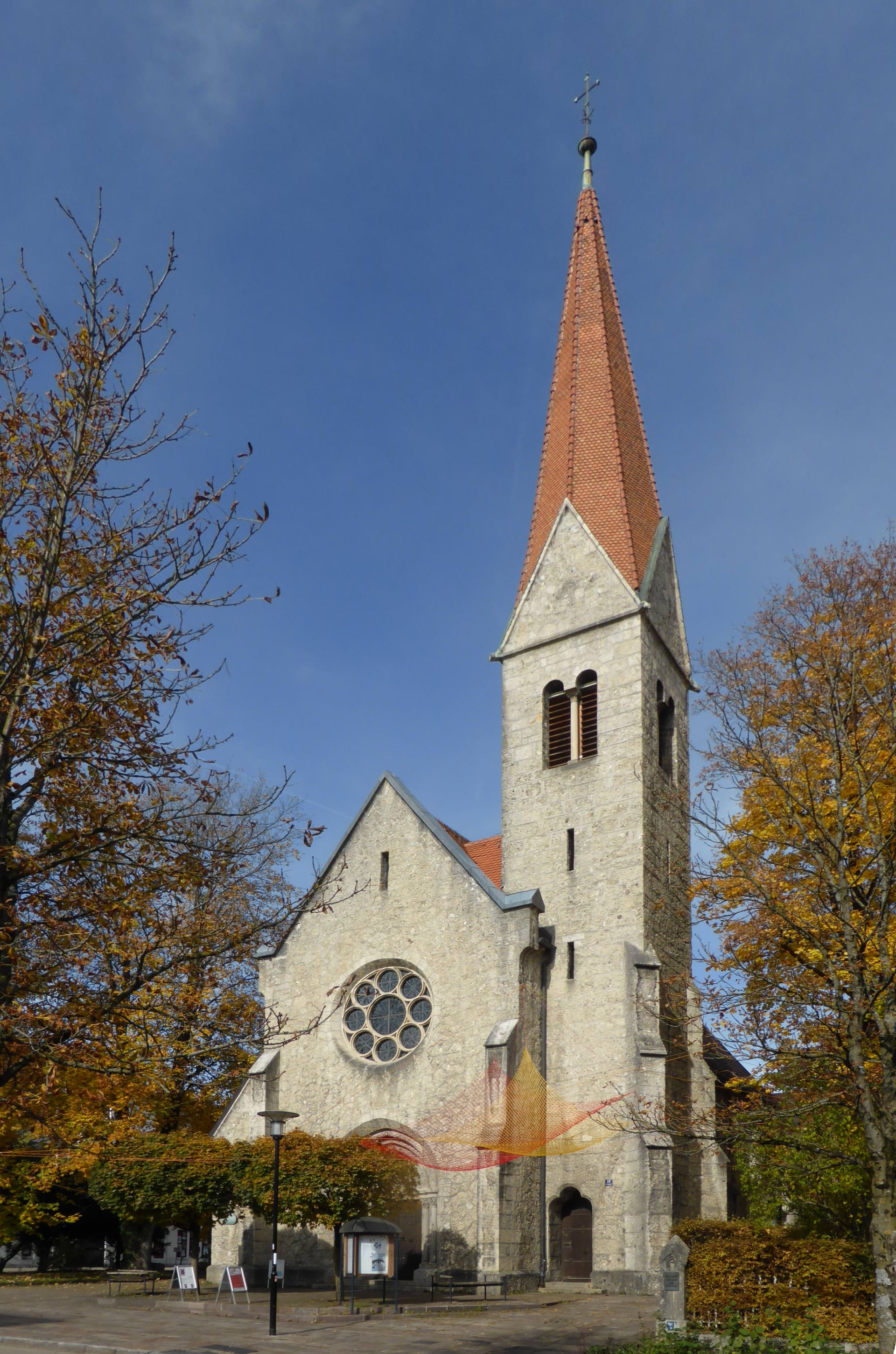
Auferstehungskirche in Traunstein

Zum Dekanatsbezirk Traunstein gehören 16 Kirchengemeinden, in denen 55.000 Gemeindeglieder leben.
- Altötting, Gemeindezentrum Zum Guten Hirten (siehe: Website der Kirchengemeinde)
- Bad Reichenhall, Evang. Stadtkirche (siehe: Website der Kirchengemeinde)
- Berchtesgaden, Christuskirche (mit Kirche Zum Guten Hirten in Ramsau bei Berchtesgaden, Insula-Kirche und Schöpfungskirche in Bischofswiesen sowie Hubertuskapelle in Schönau am Königssee)
- Burghausen, Friedenskirche (siehe: Website der Kirchengemeinde)
- Burgkirchen an der Alz, Dreifaltigkeitskirche
- Freilassing, Kreuzkirche (siehe: Website der Kirchengemeinde)
- Laufen, Jesuskirche (siehe: Website der Kirchengemeinde)
- Marquartstein, Erlöserkirche (siehe: Website der Kirchengemeinde)
- Mühldorf am Inn, Erlöserkirche (siehe: Website der Kirchengemeinde)
- Ruhpolding, Johanneskirche (siehe: Website der Kirchengemeinde)
- Töging am Inn, Auferstehungskirche (siehe: Website der Kirchengemeinde)
- Traunreut, Pauluskirche
- Traunstein, Auferstehungskirche (siehe: Website der Kirchengemeinde)
- Trostberg, Christuskirche (siehe: Website der Kirchengemeinde)
- Übersee, Ewigkeitskirche (siehe: Website der Kirchengemeinde)
- Waldkraiburg, Martin-Luther-Kirche (siehe: Website der Kirchengemeinde)